# Lernanthropus theodori
Lernanthropus theodori is een eenoogkreeftjessoort uit de familie van de Lernanthropidae. De wetenschappelijke naam van de soort is voor het eerst geldig gepubliceerd in 1924 door Brian.